# Hajar och rockor
Hajar och rockor (Elasmobranchii) är en underklass till Broskfiskar som omfattar arter av hajar (Selachii) och rockor (Batoidea), och omfattar omkring 900–1150 arter. I Sverige har noterats inte mindre än 15 hajarter och dessutom ett tiotal olika rockor. De flesta av dessa arter fås ofta som bifångst vid gemenskapsfiske efter andra, mer värdefulla arter. Nuvarande vetenskaplig kunskap, som i allmänhet baserar sig på undersökningar av fångster, tyder på att många hajbestånd är allvarligt hotade.

## Utbredning
En allmänt utbredd missuppfattning är att hajar och rockor bara hör hemma i tropikerna, men detta är helt felaktigt. I takt med den globala uppvärmningen förändras fiskarnas utbredning över vår jord. Hajar och rockor har för närvarande i princip världsvid utbredning.

## Hajar och rockor i Sverige

### Hajar
Den klart vanligaste svenska hajen är pigghajen. Förr fanns denna i enorma stim längs västkusten, men bestånden har minskat drastiskt som en följd av ett alltför intensivt fiske. Våra hajar och rockor är tråkigt nog extra hårt utsatta för överfiske. De lever länge och får få ungar sent i livet, vilket får till följd att de blir upptrålade långt innan de hinner fortplanta sig.
Småfläckig rödhaj är den näst vanligaste hajen i svenska vatten. Den är en liten art som inte blir mer än en knapp meter. Utöver den småfläckiga rödhajen har ytterligare två rödhajsarter noterats i svenska vatten, nämligen storfläckig rödhaj och hågäl. Till skillnad från andra hajar lägger rödhajarna ägg som utvecklas inne i kapslar utanför moderns kropp.
Betydligt större än rödhajarna blir brugden. Den är jordens näst största fisk och kan bli mer än 10 meter lång. Denna havets jätte gästar emellanåt svenska vatten. Enstaka individer har förirrat sig in i Östersjön och den sågs vid Bohuskusten så sent som i augusti 2007. Trots att brugden är gigantisk har människor ingenting att frukta, den är totalt ofarlig och livnär sig på små planktonorganismer. I slutet av september 2004 observerades en vitspetsad oceanhaj vid Skredsvik inne i Gullmarsfjorden. Detta är en tropisk, rovlevande haj som aldrig förr varit noterad norr om Portugal. Faktum är att det hade varit mer sannolikt med en vithaj på västkusten än att denna art skulle dyka upp i svenska vatten.

### Rockor
Danmarks vidsträckta sandstränder har man vid upprepade tillfällen fångat marmorerad darrocka. Vidrör man denna fisk kan den med hjälp av ombildade muskelceller avge kraftiga elektriska stötar. Darrockan är även noterad i södra Norge och förmodligen är det därför bara en tidsfråga innan det första fyndet sker i Sverige. 
Den svenska faunan har berikats med en ny art av rocka. Det är rundrocka (Rajella fyllae), en nordatlantisk djupvattenart, som för första gången belagts från svenskt vatten.

## Taxonomi
Enligt boken Fishes of the World av Nelson (2006) utgörs djurgruppen av följande infraklasser och ordningar:
- Underklass Elasmobranchii
  - †Plesioselachus
  - †Ordning Squatinactiformes
  - †Ordning Protacrodontiformes
  - †Infraklass Cladoselachimorpha
    - †Ordning Cladoselachiformes (urhajar)

  - †Infraklass Xenacanthimorpha
    - †Ordning  Xenacanthiformes

  - Infraklass Euselachii (Hajar och rockor)
    - †Ordning Ctenacanthiformes
    - † Hybodonta
      - †Ordning Hybodontiformes

    - Neoselachii
      - Selachii (Hajar)
        - Överordning  Galeomorphi
          - Ordning Heterodontiformes (Tjurhuvudhajarna)
          - Ordning Orectolobiformes (Wobbegongartade hajar)
          - Ordning Lamniformes (Håbrandsartade hajar )
          - Ordning Carcharhiniformes (Gråhajartade hajar )

        - Överordning Squalomorphi
          - Ordning Hexanchiformes (kamtandhajar och kråshajar)
          - Ordning Squaliformes (pigghajartade hajar)
          - †Ordning Protospinaciformes
          - Ordning Squatiniformes (Havsängelartade hajar)
          - Ordning Pristiophoriformes  (såghajartade hajar)

      - Batoidea (rockor)
        -           - Ordning Torpediniformes (Darrockeartade rockor)
          - Ordning Pristiformes (Sågfiskar)
          - Ordning Rajiformes (Rockor och besläktingar)
          - Ordning Myliobatiformes (Spjutrockeartade rockor)